# Karel Jičínský
Karel Jičínský, vlastním jménem Bohumil Koros (20. února 1885 Radim – 8. listopadu 1962 Liberec) byl český herec, režisér a autor divadelních her. Dlouhodobě působil v činohře Národního divadla.

## Život
Narodil se 20. února 1885 ve vesnici Radim. Jako dítě přišel o matku a vychovával ho převážně otec, který pracoval jako vojenský důstojník. Během dospívání odešel z domova a začal pracovat v divadle.
Po absolvování vojenské služby účinkoval v několika divadlech, jako například Divadlo na Vinohradech, Národní divadlo Brno a činohra Národního divadla v Praze. Během druhé světové války provozoval vlastní divadlo, režíroval a psal divadelní hry.
V roce 1926 debutoval ve hraném filmu Mořská panna. Dále si zahrál například ve filmech Ze soboty na neděli, To neznáte Hadimršku, Bílá nemoc nebo Strakonický dudák.
Nacisty byl intenzivně zastrašován a cenzurován, a proto se herectví na několik let vzdálil.
Zemřel 8. listopadu roku 1962 v Liberci ve věku 77 let.

## Filmografie (výběr)
- Mořská panna (1926)
- Když struny lkají (1930)
- Ze soboty na neděli (1931)
- To neznáte Hadimršku (1931)
- Bílá nemoc (1937)
- Škola základ života (1938)
- Ducháček to zařídí (1938)
- Strakonický dudák (1955)
- Z mého života (1955)